# Các tộc người ở châu Á

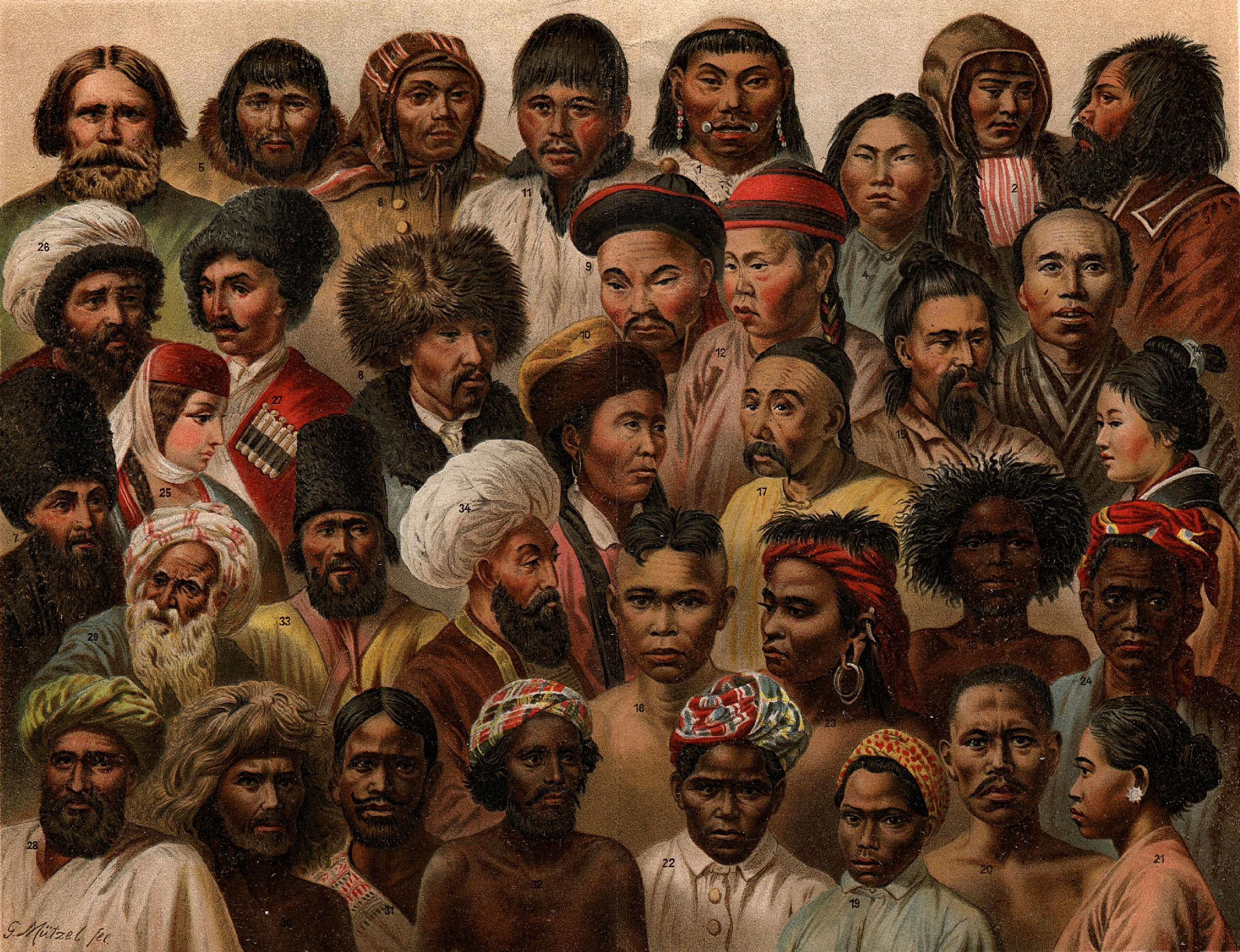
Minh họa về các dân tộc ở châu Á

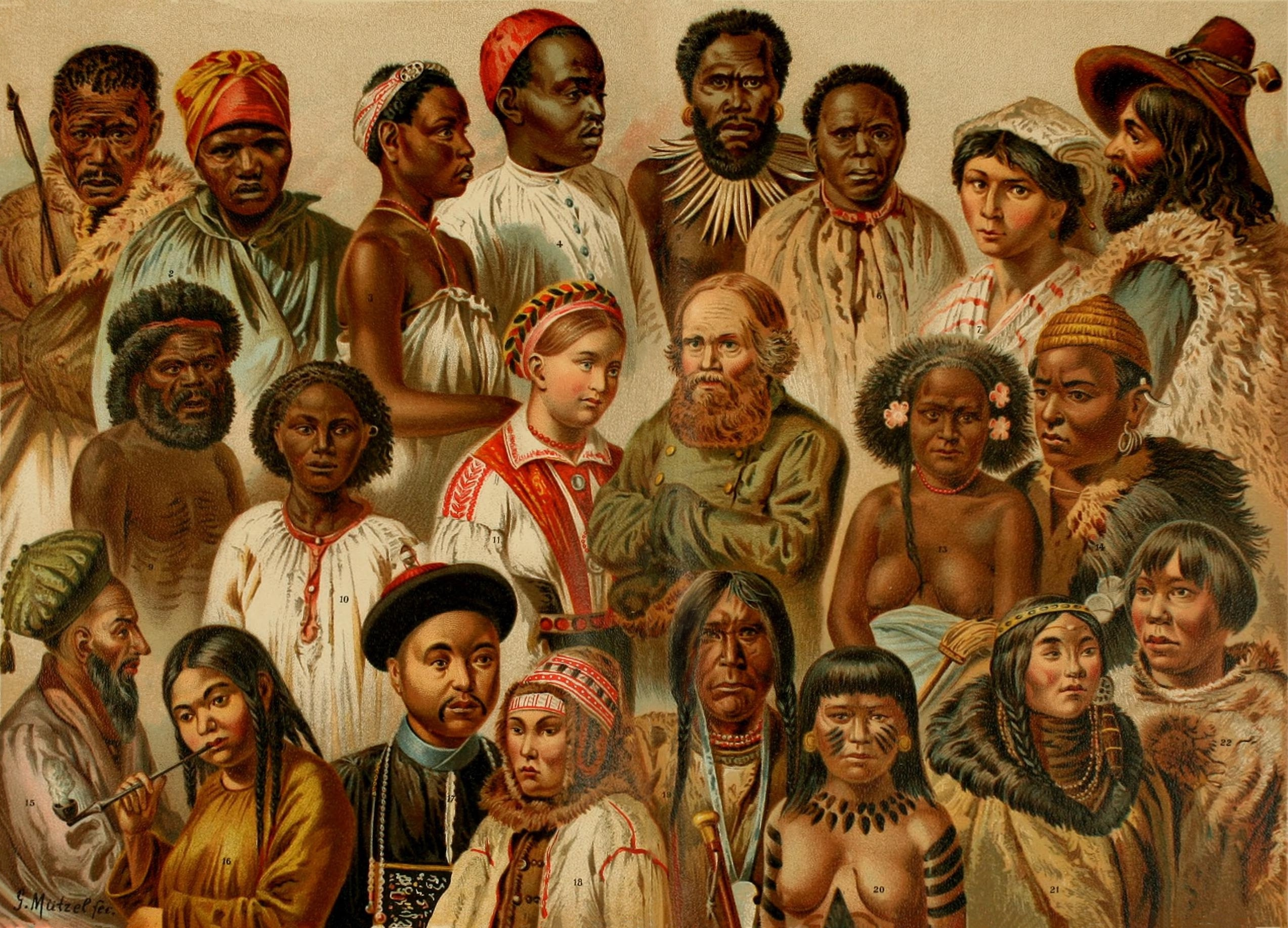
Các giống dân châu Á và châu lục khác

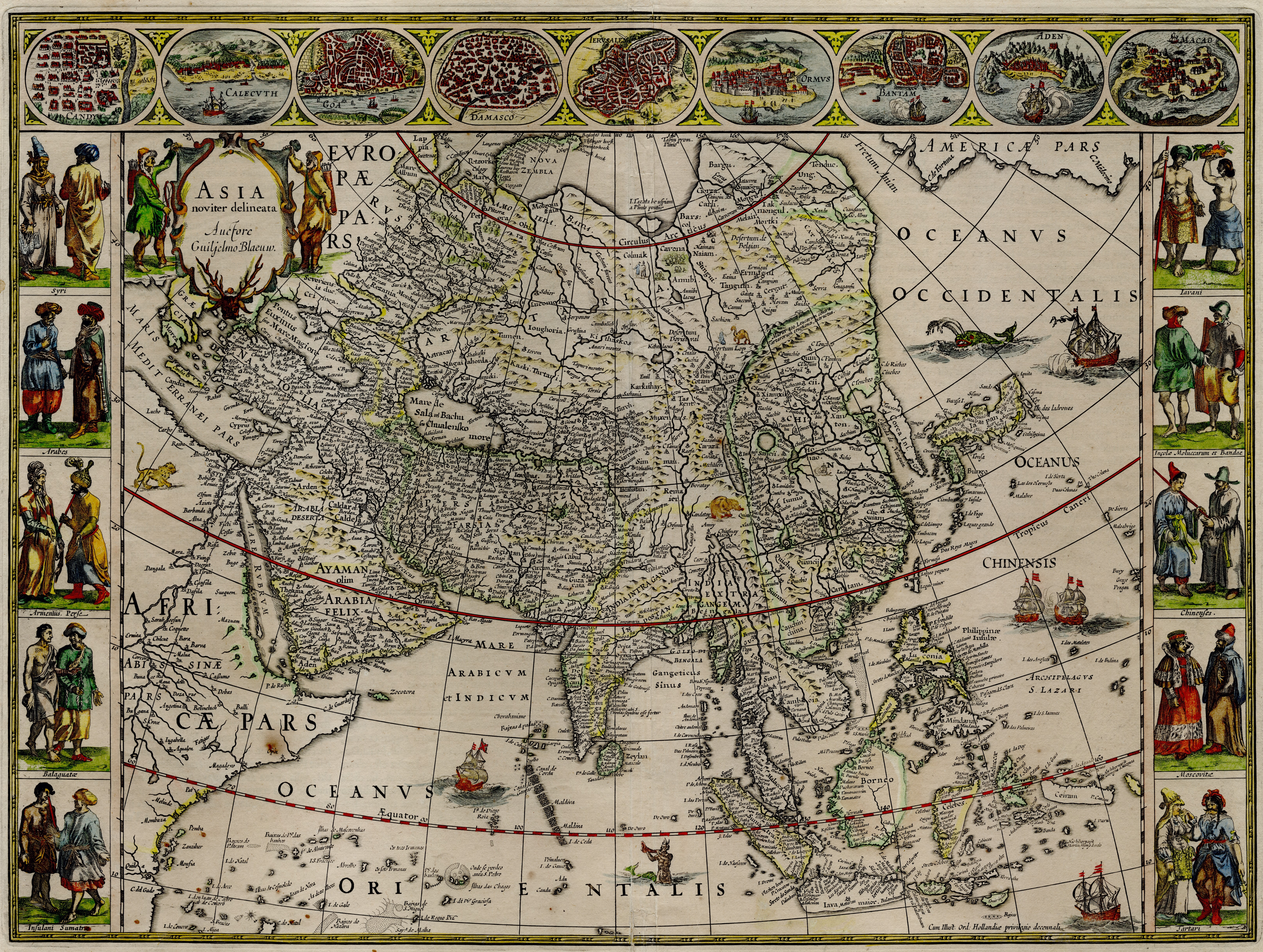
Bản đồ phân bố các giống dân châu Á

Các tộc người ở châu Á (Ethnic groups in Asia) hay còn gọi là các giống dân ở châu Á hay đôi khi còn gọi gọn là "người châu Á" là những nhóm sắc tộc có nguồn gốc lịch sử từ lục địa châu Á mà hiện nay dân số tổng cộng là 4.533.765.005 người, chiếm 59,4% tổng dân số thế giới (tổng dân số thế giới là 7,5 tỷ), phân bố tại các khu vực Tây Á, Trung Á, Nam Á, Đông Á, Đông Nam Á và Bắc Á. Dân số tổ tiên của người châu Á hiện đại có nguồn gốc từ hai trung tâm định cư thời tiền sử chính là khu vực Tây Nam Á rộng lớn hơn và từ cao nguyên Mông Cổ về phía Bắc Trung Quốc. 

## Lịch sử
Các cuộc di cư thiên di của các nhóm ngôn ngữ riêng biệt có lẽ đã xảy ra sớm nhất là 10.000 năm trước Công nguyên. Tuy nhiên, khoảng 2.000 Trước Công nguyên, những người nói tiếng Iran và người Ấn-Âu (Indo-Aryan) đầu tiên đã đến Iran và phía bắc tiểu lục địa Ấn Độ. Bị người Mông Cổ lấn át, nhóm người Thổ Nhĩ Kỳ (sử sách hay gọi là người Đột Quyết) thường di cư đến các vùng phía tây và phía bắc của đồng bằng Trung Á. Những người di cư thời tiền sử từ Nam Trung Quốc và Đông Nam Á dường như đã định cư ở Đông Á, Hàn Quốc và Nhật Bản theo nhiều đợt, nơi họ dần thay thế quần thể dân cư người bản địa, chẳng hạn như người Ainu là những người có nguồn gốc không rõ. Những tộc người nói ngữ hệ Nam Á (Austroasiatic) và ngữ hệ Nam Đảo (Austronesia), đôi khi được gọi là chủng Mã Lai đã định cư ở Đông Nam Á trong khoảng từ 5.000 đến 2.000 Trước Công nguyên, một phần đã hòa nhập với những giống dân bản địa cổ xưa ở đây, nhưng cuối cùng đã thay thế chủng người bản địa thuộc nhóm đại chủng Úc (Australoid hay Australo-Melanesia). 
Xét về hình thức vẻ bề ngoài của người châu Á thì có rất nhiều nhóm dân tộc, sắc tộc ở châu Á, với sự thích nghi với các vùng khí hậu của lục địa với các thái cực khác nhau, bao gồm Bắc Cực, cận Bắc Cực, ôn đới, cận nhiệt đới hoặc nhiệt đới, cũng như các vùng sa mạc rộng lớn ở Trung và Tây Á. Các nhóm dân tộc đã thích nghi với địa núi đồi, sa mạc, khô cằn, đồng cỏ, thảo nguyên và rừng các loại và rừng rậm, trong khi ở vùng bờ biển của châu Á, các nhóm dân tộc cư trú đã áp dụng nhiều phương pháp thu hoạch và vận chuyển khác nhau. Các loại hình đa dạng ở châu Á là văn hóa, tôn giáo, kinh tế và lịch sử. Một số nhóm sắc tộc chủ yếu là những người săn bắt và hái lượm, trong khi những nhóm khác thường chọn di cư (lối sống du mục), nhiều giống dân khác đã biết canh tác nông nghiệp trong hàng thiên niên kỷ, hoặc áp dụng lối sống công nghiệp hoặc đô thị. Một số nhóm hoặc quốc gia ở vhâu Á hoàn toàn là đô thị (chẳng hạn Qatar và Singapore), các quốc gia lớn nhất ở Châu Á về mặt dân số là Trung Quốc, Ấn Độ, Indonesia, Pakistan, Bangladesh, Nhật Bản, Philippines, Việt Nam, Iran, Thổ Nhĩ Kỳ, Thái Lan, Miến Điện, Hàn Quốc, Uzbekistan và Malaysia. Trong lịch sử quá trình thực dân hóa châu Á và nô dịch các nhóm dân tộc và quốc gia Châu Á của những người châu Âu (người da trắng) bắt đầu vào cuối thiên niên kỷ thứ I trước Công nguyên, đạt đến đỉnh điểm vào cuối thế kỷ XIX và đầu thế kỷ XX.